# Jürgen Türk
Jürgen Hellmut Türk (* 7. Februar 1947 in Wildenhain, Landkreis Großenhain) ist ein deutscher Politiker (FDP). Er war von 1990 bis 2005 Mitglied des Deutschen Bundestages und von 2001 bis 2003 Vorsitzender des Landesverbandes der FDP Brandenburg.

## Leben
Türk besuchte die Polytechnische Oberschule bis zur zehnten Klasse, wurde absolvierte eine Berufsausbildung mit Abitur zum Maurer. Nach dem Wehrdienst bei der NVA und dem Besuch einer Fachschule, die er mit dem Abschluss als Bauingenieur verließ, folgte ein Fernstudium an einer Hochschule, das er als Diplom-Ingenieur für Bauwesen abschloss. Danach war er als Bauleiter im Landbau und als Abteilungsleiter in einem Braunkohlebetrieb tätig. Ab 1990 betrieb er in Selbständigkeit ein Ingenieurbüro für Planungen im Bereich des Tief- und Straßenbaus.

## Politik
Türk war ab 1989 Mitglied der LDPD und trat im Zuge der politischen Wende in die FDP ein. Er gehörte mehrere Jahre dem Landesvorstand der Brandenburger FDP an, war bis 1999 stellvertretender Landesvorsitzender und von April 2001 bis April 2003 Landesvorsitzender der Partei. Sein Nachfolger wurde der bisherigen FDP-Generalsekretär Heinz Lanfermann. Er ist Ehrenvorsitzender FDP Brandenburg.
Bei der Bundestagswahl 1990 wurde Türk erstmals in den Deutschen Bundestag gewählt, dem er insgesamt vier Wahlperioden lang angehörte. Er wurde jeweils über die Landesliste der FDP Brandenburg gewählt. Von 1990 bis 1998 war er Mitglied im Ausschuss für Wirtschaft, von Oktober 1992 bis 1994 Mitglied im Ausschuss für Fremdenverkehr und Tourismus, von Februar 1993 bis 1994 Mitglied im Ausschuss Treuhandanstalt und ab 1998 Mitglied im Ausschuss für Angelegenheiten der Neuen Länder. Zur Bundestagswahl 2005 verzichtete er auf eine erneute Bundestagskandidatur. Weiterhin war Türk von 2003 bis 2014 Mitglied des Kreistages Spree-Neiße.
Jürgen Türk ist verheiratet und hat zwei Kinder.